# 亞特蘭大 (密歇根州)
亞特蘭大（英語：Atlanta）是一個位於美國密歇根州蒙卡爾姆縣的普查規定居民點。根據2010年美國人口普查，該地共人口757人，而該地的面積約為7.50平方千米。同時該地也是蒙卡爾姆縣的縣治。

## 地理
亞特蘭大的座標為45°00′17″N 84°08′38″W / 45.00472°N 84.14389°W，而該地的平均海拔高度為272米（即892英尺）。